# Arechakanahalli, Maddur
Arechakanahalli là một làng thuộc tehsil Maddur, huyện Mandya, bang Karnataka, Ấn Độ.